# Buell Neidlinger
Buell Neidlinger (* 2. März 1936 in New York City; † 16. März 2018 in Whidbey Island, Washington) war ein US-amerikanischer Kontrabassist, Cellist und Hochschullehrer.

## Leben und Wirken
Neidlinger, der in Westport, Connecticut aufwuchs, wurde als Kind auf dem Cello unterrichtet. Als Heranwachsender spielte er, nach Unterrichtsstunden bei Walter Page, Bass in unterschiedlichen Jazzbands, jammte aber auch mit dem Chicagoer Pianisten Joe Sullivan. Am College in Yale hatte er mit Roswell Rudd eine eigene Band, spielte aber auch mit den Musikern von Fats Waller, mit Rex Stewart, Vic Dickenson, Coleman Hawkins, Eddie Condon und Johnny Windhurst. Auf Anraten von Max Kaminsky zog er 1955 nach New York, wo er als Bassist in der Band von Conrad Janis tätig war. Ab 1956 spielte er sowohl mit Herbie Nichols als auch mit Cecil Taylor, mit dem er in verschiedenen Formationen auch an Aufnahmen aus den frühen 1960ern beteiligt ist. Außerdem arbeitete er mit Billie Holiday, mit Steve Lacy, mit Gil Evans und mit Jimmy Giuffre zusammen, wurde aber auch von Gunther Schuller für dessen Third-Stream-Produktionen engagiert. Als Studiomusiker begleitete er Tony Bennett bei der Aufnahme von I Left My Heart in San Francisco.
Mit einem Rockefeller-Stipendium setzte er sich intensiv mit der neuen Tonsprache der Neuen Musik auseinander und führte Werke von John Cage, Mauricio Kagel, George Crumb und Sylvano Bussotti auf. Nach Tätigkeiten mit dem American Symphony Orchestra gehörte er 1967 unter Erich Leinsdorf zum Boston Symphony Orchestra.
In der Phase der Begründung des Jazz-Studiengangs wurde er zunächst am New England Conservatory Hochschuldozent; 1971 wechselte er an das California Institute of Technology. In Los Angeles war er auch an Plattenaufnahmen mit Jean-Luc Ponty und Frank Zappa beteiligt; weiterhin arbeitete er für Barbra Streisand, Frank Sinatra oder die Beach Boys. Auf Initiative von Neville Marriner fungierte er acht Jahre als Erster Bassist des Kammerorchesters von Los Angeles; zugleich arbeitete er seit 1973 als erster Bassist im Studioorchester von Warner Brothers. Außerdem produzierte er den Gitarristen Leo Kottke und gründete eine Bluegrass-Band namens Buellgrass. Anschließend nahm er wieder eine Reihe von Jazzplatten auf, die zum Teil auf dem gemeinsam mit dem Tenorsaxophonisten Marty Krystall gegründeten eigenen Label K2B2 veröffentlicht wurden. Auch nahm er mit Anthony Braxton, mit Charles Gayle und John Bergamo sowie mit Ivo Perelman auf. 2009 erschien mit Basso Profundo ein Album mit bis dahin unveröffentlichten Aufnahmen zeitgenössischer Werke, die er als Bassist mit kammermusikalischen Ensembles zwischen 1964 und 1976 eingespielt hatte.
Mit seiner Frau, der Bassistin Margaret Storer, hatte er zwei Kinder; seit 2000 verbrachte er seinen Lebensabend auf Whidbey Island und konzentrierte sich wieder auf das Cellospiel.

## Diskographische Hinweise
- The Complete Candid Recordings of Cecil Taylor and Buell Neidlinger (1960/61) – (Mosaic 1989) – 6 LPs oder 4 CDs mit Archie Shepp, Dennis Charles, Steve Lacy, Charles Davis, Clark Terry, Roswell Rudd, Billy Higgins
- Peter Erskine, Marty Krystall, Buell Neidlinger, Don Preston: Aurora (Denon 1989)
- Basso Profundo (Vivace 2009, Werke von Sylvano Bussotti, Leonard Rosenman, Robert Ceely, Iannis Xenakis und Mauricio Kagel)
- Howard Alden, Marty Krystall, Buell Neidlinger: The Happenings: Music of Herbie Nichols (K2B2 2017)

## Lexigraphische Einträge
- Ian Carr, Digby Fairweather, Brian Priestley: Rough Guide Jazz. Der ultimative Führer zum Jazz. 1800 Bands und Künstler von den Anfängen bis heute. 2., erweiterte und aktualisierte Auflage. Metzler, Stuttgart/Weimar 2004, ISBN 3-476-01892-X, S. 502.
- Leonard Feather, Ira Gitler: The Biographical Encyclopedia of Jazz. Oxford University Press, New York 1999, ISBN 0-19-532000-X.
- Martin Kunzler: Jazz-Lexikon. Band 2: M–Z. (= rororo-Sachbuch. Band 16513). 2. Auflage. Rowohlt, Reinbek bei Hamburg 2004, ISBN 3-499-16513-9.